# Neogovea virginie
Espèce
Neogovea virginie est une espèce d'opilions cyphophthalmes de la famille des Neogoveidae.

## Distribution
Cette espèce est endémique de Guyane. Elle se rencontre vers la Savane-roche Virginie.

## Description
Le mâle holotype mesure 4,08 mm et la femelle paratype 4,4 mm.

## Étymologie
Son nom d'espèce lui a été donné en référence au lieu de sa découverte, la Savane-roche Virginie.

## Publication originale
- Jocqué & Jocqué, 2011 : « An overview of Neogovea species (Opiliones: Cyphophthalmi: Neogoveidae) with the description of Neogovea virginie n. sp. from French Guiana. » Zootaxa, no 2754, p. 41–50.